# هشام عين الحياة
هشام عين الحياة هو مخرج مغربي-سويسري من مواليد سنة 1974 بمدينة مراكش.

## مسيرته
ولد هشام الحياة في عام 1974 في مراكش بالمغرب، ودرس التمثيل في جنيف ومَثّل في فيلم «على عتبات الليل». من بين الأفلام التي قام بإخراجها: «مسكون» (2004)، و«إنها تثلج في مراكش» (2006)، و«جنس وزبدة ومربى» (2002).

## أعماله
- 2007: أبو أمال
- 2010: ولاد البهجة
- 2002: جنس وزبدة ومربى
- 2004: مسكون
- 2006: إنها تثلج في مراكش
- 2009: عقاب

## وصلات خارجية
- هشام عين الحياة على موقع IMDb (الإنجليزية)
- هشام عين الحياة على موقع ألو سيني (الفرنسية)
- هشام عين الحياة على موقع كينوبويسك (الروسية)